# ERIBA
European Research Institute for the Biology of Ageing (ERIBA) является некоммерческим исследовательским институтом, находящимся в городе Гронинген, Нидерланды. Создан для исследования процессов старения методами меж-дисципланарных подходов. Институт является частью University Medical Center Groningen, финансируется и поддерживается многими структурами, включая Министерство экономики, сельского хозяйства и инноваций Нидерландов, администрацию провинции Гронинген, Европейский союз.
Исследовательские группы в ERIBA:
- Биология старения и стволовые клетки (Gerald de Haan)
- Асимметричное деление клеток и старение (Judith Paridaen)
- Клеточная биохимия (Liesbeth Veenhoff)
- Клеточное старение и возрастные патологии (Marco Demaria)
- Генная регуляция в старении и возрастно-зависимых болезнях (Cor Calkhoven)
- Геномная структура и старение (Victor Guryev)
- Геномная нестабильность при развитии организма и болезнях (Floris Foijer)
- Макромолекулы и интерактомы (John LaCava)
- Молекулярная нейробиология[англ.] в старении (Ellen Nollen)
- Количественная эпигенетика (Maria Colomé Tatché)
- Регуляция стволовых клеток и механизмы регенерации (Eugene Berezikov)
- Целостность теломер и генома (Michael Chang)